# Arrondissement Saint-Pierre (Réunion)
Das Arrondissement Saint-Pierre ist eine Verwaltungseinheit des französischen Départements Réunion. Verwaltungssitz (Unterpräfektur) ist Saint-Pierre.
Es besteht aus 10 Gemeinden und 18 Kantonen.
Das Arrondissement bestand bis zur Neuordnung der französischen Kantone im Jahr 2015 aus 10 Gemeinden und 18 Kantonen. Seit 2015 gehören die 10 Gemeinden nur noch 10 Kantonen an.

## Kantone
| - L'Étang-Salé - Le Tampon-1 - Le Tampon-2 - Saint-Benoît-2 - Saint-Joseph | - Saint-Louis-1 - Saint-Louis-2 - Saint-Pierre-1 - Saint-Pierre-2 - Saint-Pierre-3 |

## Gemeinden
| Gemeinde                    | Einwohner 1. Januar 2022 | Fläche km² | Dichte Einw./km² | Code INSEE | Postleitzahl |
| --------------------------- | ------------------------ | ---------- | ---------------- | ---------- | ------------ |
| Cilaos                      | 5.215                    | 84,40      | 62               | 97424      | 97413        |
| Entre-Deux                  | 7.115                    | 66,83      | 106              | 97403      | 97414        |
| L’Étang-Salé                | 14.329                   | 38,65      | 371              | 97404      | 97427        |
| Les Avirons                 | 11.445                   | 26,27      | 436              | 97401      | 97425        |
| Petite-Île                  | 12.920                   | 33,93      | 381              | 97405      | 97429        |
| Saint-Joseph                | 38.992                   | 178,50     | 218              | 97412      | 97480        |
| Saint-Louis                 | 54.478                   | 98,90      | 551              | 97414      | 97421, 97450 |
| Saint-Philippe              | 5.093                    | 153,94     | 33               | 97417      | 97442        |
| Saint-Pierre                | 85.254                   | 95,99      | 888              | 97416      | 97410        |
| Le Tampon                   | 81.964                   | 165,43     | 495              | 97422      | 97430        |
| Arrondissement Saint-Pierre | 316.805                  | 942,84     | 336              | 9742       | –            |